# Принстонский университет
При́нстонский университет (англ. Princeton University) — частный исследовательский университет, один из старейших и известнейших университетов в США. Находится в городе Принстон, штат Нью-Джерси.
Университет является одним из восьми университетов Лиги плюща и одним из девяти колониальных колледжей, основанных до Американской революции. Принстонский университет предоставляет дипломы бакалавра и магистра в областях естественных, гуманитарных, общественных и технических наук. Университет не располагает школами медицины, права, бизнеса и богословия, однако предлагает профессиональные степени в Школе общественных и международных отношений имени Вудро Вильсона, в Школе инженерных и прикладных наук, а также в Школе архитектуры. Университет располагает наибольшим эндаументом в мире из расчёта на одного учащегося.

## История
Основан в 1746 году как Колледж Нью-Джерси (англ. College of New Jersey). Стал четвёртым колледжем британских североамериканских колоний. Первые занятия проходили в доме основателя университета священника Джонатана Дикинсона в городе Нью-Брансуик. Переехал в город Принстон в 1756 году. Располагался на месте Нассау-Холла, названного в честь королевского дома Вильгельма III в Англии.
После безвременной кончины первых пяти президентов Принстона, Джон Уизерспун стал президентом в 1768 году и оставался на этом посту до своей смерти в 1794 году. Во время своего президентства Уизерспун изменил направление университета, сделав приоритетом подготовку нового поколения лидеров новой американской нации. Для достижения этой цели он ужесточил академические стандарты и запросил инвестиции в университет. Президентству Уизерспуна сопутствовал длительный период стабильности в развитии университета, который был прерван лишь американской революцией и, в частности, Битвой при Принстоне, во время которой британские солдаты некоторое время занимали Нассау-Холл. Принстон сыграл заметную роль в событиях Войны за независимость США: подпись Джона Уизерспуна стоит под Декларацией независимости; шестая часть участников Конституционного конвента были выпускниками Принстона.
До строительства Стэнхоуп-Холла (англ. Stanhope Hall), начатого в 1803 году, Нассау-Холл был единственным зданием, принадлежащим университету. Краеугольный камень здания был заложен 17 сентября 1754 года. Летом 1783 года Континентальный конгресс (Конгресс Конфедерации) встретился в Нассау-Холл, сделав Принстон столицей страны на период четырёх месяцев. На протяжении веков и в результате двух этапов реконструкции после крупных пожаров (в 1802 и 1855 годах), роль Нассау-Холла изменялась от здания общего назначения (где первоначально располагались и администрация, и классы для занятий, и спальни для студентов) к исключительно учебному помещению и вплоть до его нынешней роли административного центра университета. Джеймс Маккош вступил в должность президента в 1868 году, вскоре после американской гражданской войны. За два десятилетия службы он капитальным образом изменил учебный план, инициировал расширение образования в области наук, а также руководил введением в эксплуатацию ряда зданий в стиле неоготики. Маккош-Холл назван в его честь.
В 1879 году первая диссертация на соискание степени PhD была представлена Джеймсом Ф. Уильямсоном, выпускником 1877 года.

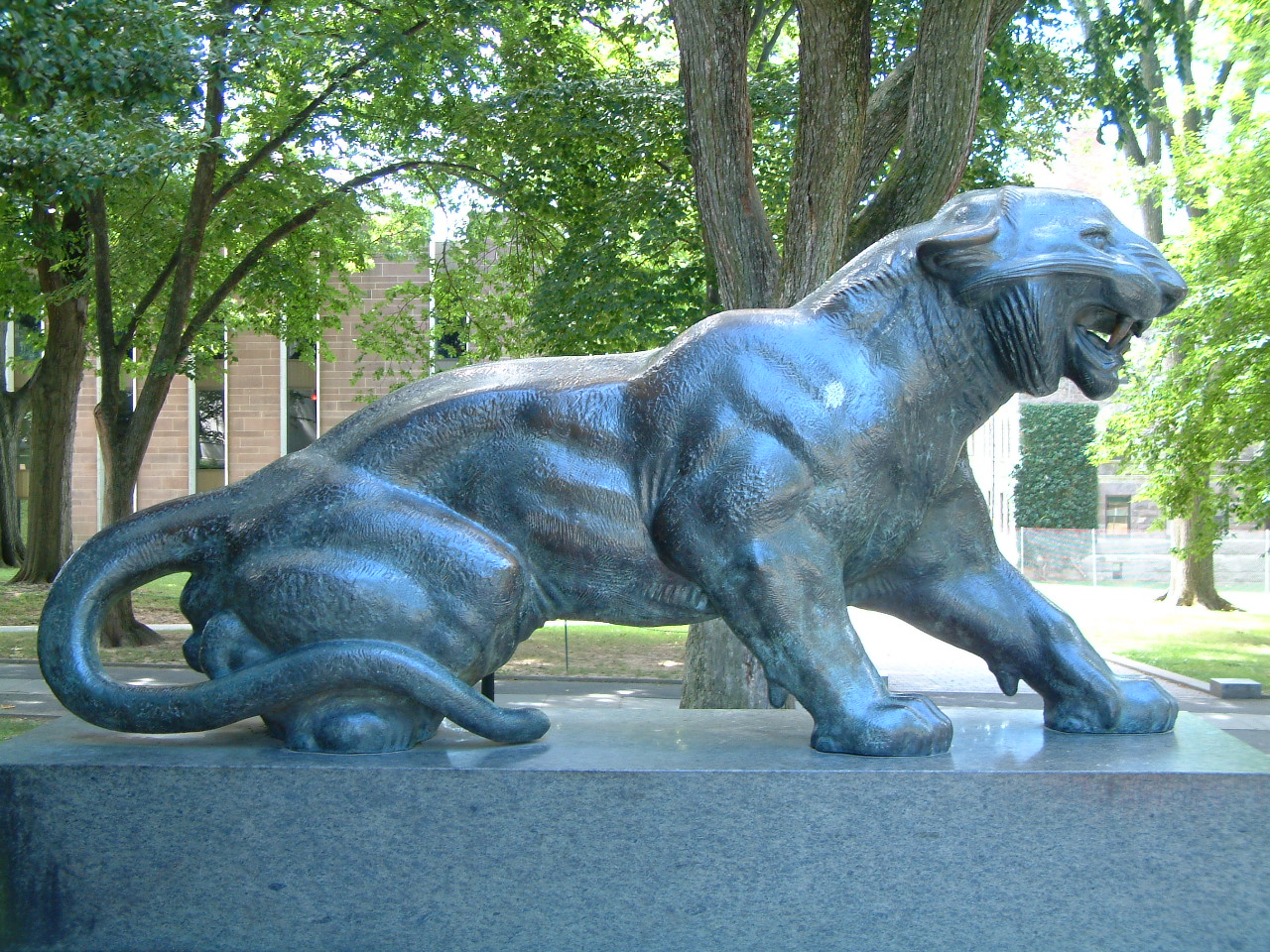
Один из двух тигров у входа в Нассау-Холл.

Выпускной класс 1879 года (в котором учился и будущий президент США Вудро Вильсон) подарил университету скульптуры двух львов, которые стояли у входа в Нассау-Холл вплоть до 1911 года, когда они были заменены на бронзовые скульптуры тигров, устоявшийся к тому моменту символ университета, тем же выпускным классом. В 1896 году учебное заведение было переименовано из Колледжа Нью-Джерси в Принстонский университет в честь города, в котором он находится, официально получив статус университета. В том же году университет был значительно расширен. В 1900 году была основана магистратура.
В 1902 году президентом университета стал Вудро Вильсон, способствовавший тому, что университет имеет сегодня такой авторитет. При Вильсоне, в 1905 году университет основал систему «прецепториев» (англ. precepts; в русском языке эквивалентом служат коллоквиумы или семинары), что дополнило стандартные методы обучения, преимущественно в виде лекций, более индивидуализированным подходом, при котором небольшие группы студентов получили возможность теснее взаимодействовать с преподавателями в своей области интересов.
В 1906 году при финансовой поддержке Эндрю Карнеги на территории университета было сооружено водохранилище, получившее название Озеро Карнеги. Коллекция исторических фотографий, запечатлевающих период создания водохранилища, расположена в библиотеке Seeley G. Mudd Manuscript Library на территории кампуса.
2 октября 1913 года открыт Магистерский Колледж (Graduate College) Принстонского университета. В 1914 году завершено строительство стадиона Палмер. В 1919 году была создана школа архитектуры.
В 1933 году Альберт Эйнштейн становится пожизненным членом Института перспективных исследований с рабочим кабинетом на кампусе Принстонского университета и, впоследствии, собственным домом на улице Мёрсер в Принстоне.
В сентябре 1969 года Принстонский университет впервые открыл двери студентам-женщинам, приняв 101 студентку на первый курс и 70 студенток из других вузов. Это произошло через два года после того, как президент университета заявил: 
|  | Это неизбежно, что в какой-то момент в будущем Принстон будет двигаться к образованию женщин. |

## Структура

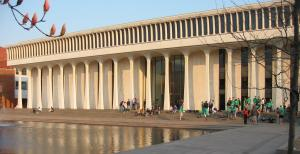
Робертсон-Холл, где находится Школа имени Вудро Вильсона.

Комплекс высшего учебного заведения состоит из Принстонского университета, магистратур и исследовательских центров; имеет общие здания с Институтом перспективных исследований (англ. Institute for Advanced Study).
В структуру университета входят Школа общественных и международных отношений имени Вудро Вильсона (англ. The Woodrow Wilson School of Public and International Affairs), ведущий региональный Театр Маккартера (англ. McCarter Theatre), художественный музей и музей естественной истории, а также библиотека имени Гарви С. Файрстоуна (англ. The Harvey S. Firestone Memorial Library) — одна из крупнейших библиотек в мире.

## Студенческое образование. Учебный процесс
Несмотря на то, что в Принстонском университете на 2012—2013 год учатся 2674 магистра и докторанта (англ. graduate students), приоритетом университета является обучение студентов (англ. undergraduate students), уникальным среди исследовательских вузов.

### Бакалавриат
Обучение бакалавров организовано на 34 факультетах. Существуют степени бакалавра искусств или бакалавра наук в инженерном деле.

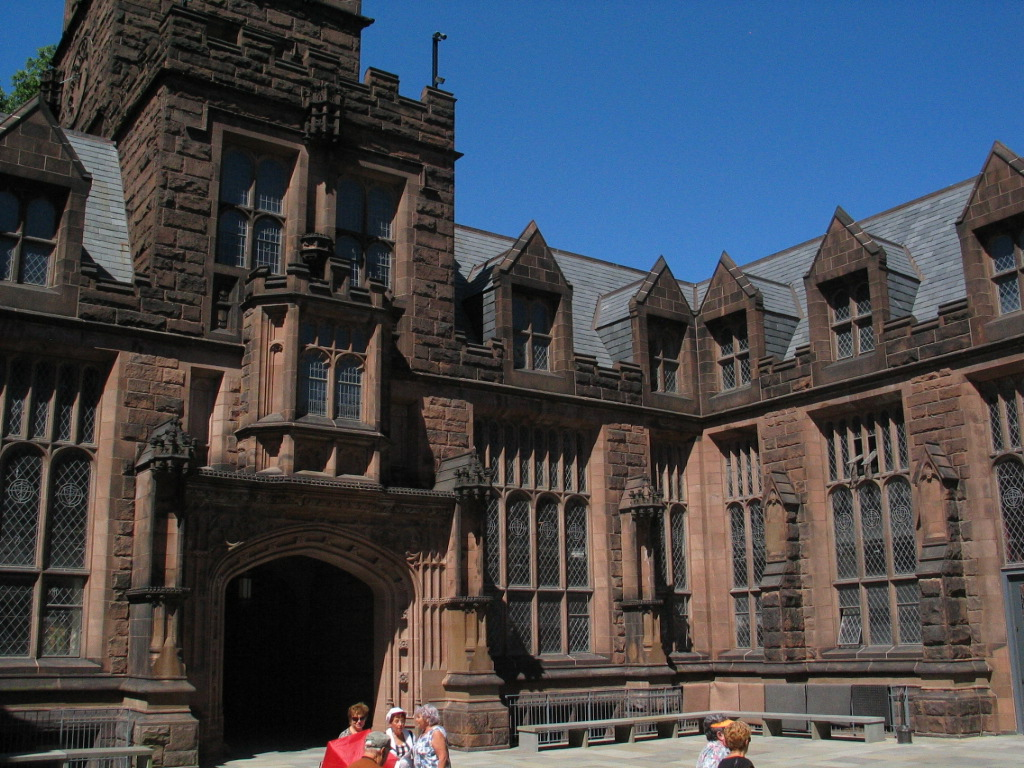
Внутренний двор Ист Пайн-Холла (East Pyne Hall), центра изучения иностранных языков, культур и литератур, в том числе Отделения славянских языков и литератур, 2006 год.

На 2012—2013 год в университете числится 5269 студентов.
Образование в Принстоне — это сочетание наук и искусств, ориентированных на исследования.
Хотя каждый факультет имеет свои собственные требования, все студенты должны прослушать определённое количество курсов, которые выходят за рамки их узкой специализации и позволяют получить универсальные знания и навыки.
Таким образом, все студенты должны прослушать минимальное количество курсов в следующих областях:
- литература и искусство,
- история,
- социология,
- эпистемология и когнитивность,
- этика и мораль,
- естествознание,
- наука и технология.

Студенты также должны изучать иностранный язык в течение трёх или четырёх семестров и прослушать семинар по писательскому мастерству.
Гуманитарные курсы обычно имеют две или три лекции и одно семинарское занятие («прецепторий») в неделю.
Курсы на факультетах наук могут иметь одно или два дополнительных лабораторных занятий в неделю.
Чтобы окончить университет, все студенты должны написать дипломную работу на четвёртом курсе, а также одну или две исследовательские работы на третьем курсе.
Несмотря на то, что дипломная работа — это обычно научное исследование, студенты на таких факультетах как архитектурный, визуальных искусств (англ. Visual Arts), литературный могут выбрать творческую дипломную работу, например, написать роман, поставить спектакль или спроектировать макет.

### Магистратура
Магистратура предлагает научные степени в области гуманитарных наук, обществоведения, естественных наук и машиностроения. Присваиваются степени:
- магистра гуманитарных наук,
- магистра архитектуры (M.Arch.),
- магистра технических наук (M.Eng.),
- магистра в области финансов (M.Fin.),
- магистра технических наук (MSE),
- магистра наук (по химии, MS),
- магистра по связям с общественностью (MPA),
- магистра в области государственной политики (MPP),
- магистра по общественным делам и городскому и региональному планированию (MPA-СПР).

### Докторантура
Докторантура доступна по всем дисциплинам, которые преподаются в университете.
Докторантура в Принстонском университете требует оригинальной и независимой научно-исследовательской деятельности, в то время как магистратура по таким специальностям, как архитектура, машиностроение и специальностям финансово-экономического блока готовит выпускников к карьерам в их профессиональных областях.

## Дополнительное военное образование
Студенты Принстонского университета, являющиеся гражданами США, в период обучения в бакалавриате имеют возможность также пройти курсы подготовки офицеров резерва (ROTC), готовящие офицеров для нужд Армии США (Army ROTC). Кроме того, студентам Принстона доступно обучение по программам Naval ROTC и Air Force ROTC при Ратгерском университете; это определено соответствующим соглашением, заключенным между двумя университетами.

## Приёмная политика и финансовая помощь
Принстонский университет — один из самых избирательных университетов в США; только 8,5 % из общего числа абитуриентов, которые подали вступительные заявления в 2011 году были приняты в университет (в 2010 году эта цифра составляла 8,8 %; в 2009 году — 9,79 %). В 2001 году, следуя начатой ранее программе реформ, Принстон стал первым университетом, который отказался от практики выдачи займов студентам, нуждающимся в финансовой помощи, вместо этого уделив внимание грантам. Согласно изданию U.S. News & World Report, около 60 % первокурсников Принстонского университета получают финансовую помощь. Средний размер гранта на 2011—2012 год составляет $35 688, в то время как стоимость одного года обучения составляет $37 000, не включая дополнительные $12 069 за общежитие и питание. На 2010—2011 год средний размер гранта составлял $34 828, стоимость одного года обучения составляла $36 640, а общежитие и питание — $11 940.

## «Кодекс Чести»
Созданный в 1893 году «Кодекс чести» (англ. Honor Code) — это выражение политики академической добросовестности, которой обязаны придерживаться все студенты после поступления в Принстон независимо от факультета, специализации и диплома, который они хотят получить. На каждом экзамене, который студенты сдают в Принстоне, и на каждой письменной работе студенты должны написать и подписать «клятву чести». Текст «клятвы чести», которая используется на экзаменах, таков: «Я клянусь своей честью, что я не нарушил Кодекс чести на этом экзамене» (англ. I pledge my honor that I have not violated the Honor Code during this examination). Если это письменная работа, студенты должны написать клятву, что в их работе нет плагиата: «Эта работа является моим собственным исследованием в соответствии с требованиями Университета» (англ. This paper represents my own work in accordance with University regulations). Подписание данной клятвы настолько важно, что каждую осень университетский клуб Triangle Club представляет об этой клятве песню перед зачисленными в университет.
В своей исходной версии «Кодекс чести» требовал только того, чтобы сам студент вел себя честно на экзамене. Эта форма была несколько модифицирована в 1980 году, и теперь она включает новую обязанность: студенты должны доложить о любом случае нарушения. Таким образом, когда студенты подписывают «клятву чести», они утверждают, что они не только не обманывали сами, но и доложат о любом подозрительном поведении, которое они могли заметить в течение экзамена. Поэтому все экзамены в Принстоне проходят без присутствия преподавателя или ассистента. Именно эта двойная обязанность студентов отличает «Кодекс чести» в Принстоне от кодексов чести в других американских университетах. Все нарушения «Кодекса чести» в ходе экзаменов обсуждаются в Комитете чести (англ. Honor Committee), а в случае домашних экзаменов (англ. take-home examinations) — в Дисциплинарном комитете (англ. Committee on Discipline). Члены этих комитетов избираются как из числа самих студентов, так и из числа преподавателей университета. Нарушение «Кодекса чести» может повлечь временное или постоянное отчисление из университета, что является самым суровым дисциплинарным наказанием.
Университет также практикует добросовестное использование.

## Научная деятельность
Приоритет научных исследований для Принстонского университета очень высок. Формально научная деятельность делится на четыре общих направления: инженерные и прикладные науки, гуманитарные науки, естественные науки и социальные науки. В университете работают более 1 100 преподавателей в 34 академических факультетах и 75 институтах и центрах, включая две национальные лаборатории (Geophysical Fluid Dynamics Lab, Princeton Plasma Physics Lab). Новости из университетских лабораторий, включая последние научные достижения, регулярно оглашаются на официальном сайте университета, а также на его специализированном подразделе.

## Книгохранилища

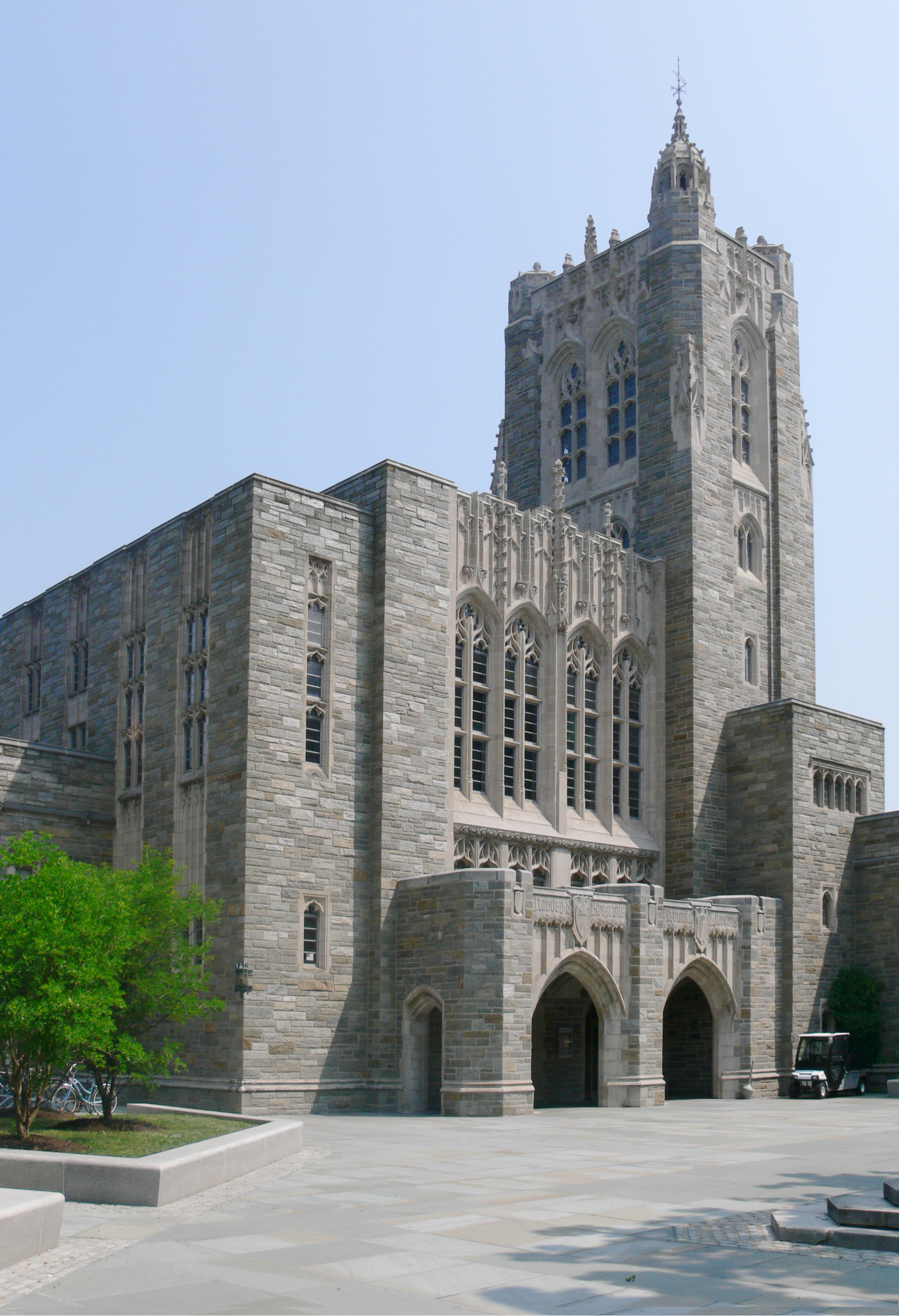
Библиотека Файрстоуна, 2007 год.

Комплекс университетских книгохранилищ располагает более чем одиннадцатью миллионами наименований, включая более семи миллионов книг. Главной библиотекой университета является Мемориальная Библиотека имени Гарви С. Файрстоуна (англ. The Harvey S. Firestone Memorial Library). В Библиотеке Файрстоуна и десяти специализированных библиотеках Принстонского университета на 2010 год содержится 7,2 миллиона книг, что делает её одной из самых больших университетских библиотек в мире. Кроме Библиотеки Файрстоуна, целый ряд отдельных библиотек посвящён многим отдельным дисциплинам, включая архитектуру, историю искусств, исследования Восточной Азии, машиностроение, геологию, международные отношения и государственную политику, исследования Ближнего Востока и психологию. Студенты ряда факультетов, занимающиеся на четвёртом, выпускном, курсе и работающие над дипломными работами, могут зарезервировать для себя боксы для индивидуальной научной работы в главной библиотеке. В феврале 2007 года, библиотека Принстонского университета стала двенадцатым ведущим библиотечным комплексом, присоединившимся к амбициозному проекту компании «Google», цель которого сделать доступными для пользователей сети Интернет величайшие шедевры мировой литературы путём их сканирования и выгрузки в Интернет.

## Кампус

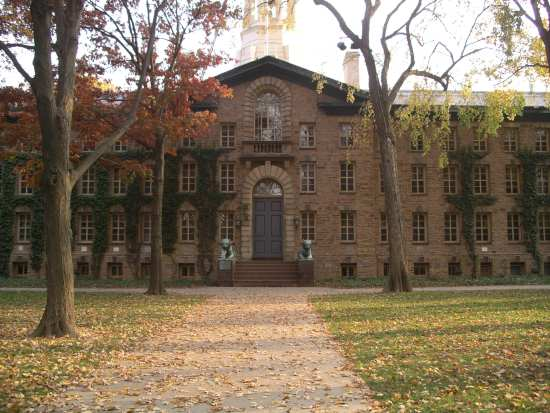
Нассау-Холл, 2003 год.

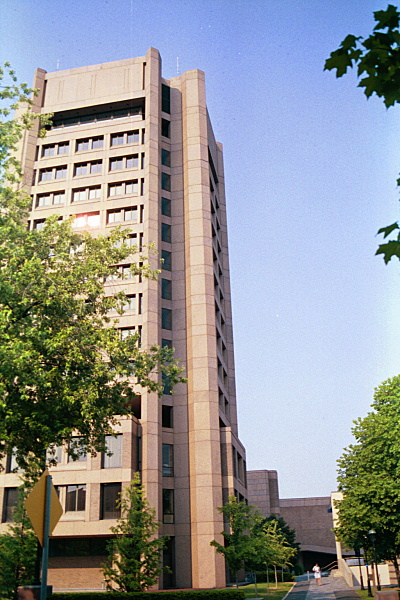
Файн-Холл, где находится математический факультет, является самым высоким зданием на кампусе.

Основной кампус расположен на примерно 500 акрах (~2,0 км2). Кампус имени Джеймса Форрестала разделён между находящимися рядом городами Плейнсборо и Южным Брансуиком. Университет также владеет некоторой собственностью в тауншипе Уэст Уиндзор. Кампусы расположены примерно в часе езды как от Нью-Йорка, так и от Филадельфии.
Старейшее здание на территории кампуса — Нассау-Холл (англ. Nassau Hall, иногда Old Nassau; построено в 1756 году), место проведения третьего Континентального конгресса. Выпускные церемонии традиционно проводятся на лужайке перед Нассау-Холлом. Кампус постоянно расширялся вокруг Нассау-Холла в начале и середине девятнадцатого века. Во время президентства Маккоша (1868-88) было построено несколько зданий в стиле высокой викторианской готики и романского возрождения. Многие из них ныне не существуют. В конце девятнадцатого века Принстонский университет принял Колледжиальный готический (неоготический) стиль, которым университет известен по сей день. Первоначально реализован Уильямом Поттером, а позже воплощён в жизнь главным в то время архитектором университета, Ральфом Адамсом Крамом, Колледжиальный готический стиль оставался стандартом для всех новых зданий на территории кампуса Принстона по 1960-е годы. Выполненная в неоготическом стиле, Принстонская университетская часовня является третьим по величине университетским храмом в мире, после храмов в Университете Вальпараисо и часовни Королевского колледжа в Кембриджском университете, Англии. Во время шквала строительства в 1960-х годах был построен ряд новых зданий на южной стороне главного кампуса, преимущественно не неоготического стиля. Несколько известных архитекторов внесло вклад в планировку более поздних построек, в том числе Фрэнк Гери (Библиотека имени Льюиса), И. М. Пей (Спелман-Холлы), Деметрий Порфириос (Уитман Колледж, проект в неоготическом стиле), Роберт Вентури (Центр кампуса имени Фриста и ряд других), и Рафаэль Виньоли (Лаборатория имени Карла Айкэна).
Группа скульптур двадцатого века разбросана по кампусу и образует коллекцию Putnam Collection of Sculpture. Она включает в себя работы Александра Калдера (Пять дисков: один пустой), Якоба Эпштейна (Альберт Эйнштейн), Генри Мура (Овал с точками), Исаму Ногучи (Белое солнце) и Пабло Пикассо (Голова женщины). Скульптура Ричарда Серры Ёжик и лиса расположена между Пейтон-Холлом и Файн-Холлом, рядом с Принстонским стадионом и Библиотекой имени Льюиса.
На южной окраине кампуса находится озеро Карнеги, искусственное озеро, названное в честь Эндрю Карнеги. Карнеги финансировал строительство озера в 1906 году по просьбе друга, выпускника Принстона. Карнеги надеялся, что возможность освоить греблю как вид спорта вдохновит студентов Принстонского университета оставить американский футбол, который он считал «не джентльменским» видом спорта. Центр гребли имени Ши (Shea) на берегу озера до сих пор является штаб-квартирой для гребли при университете.

### «Cannon Green»

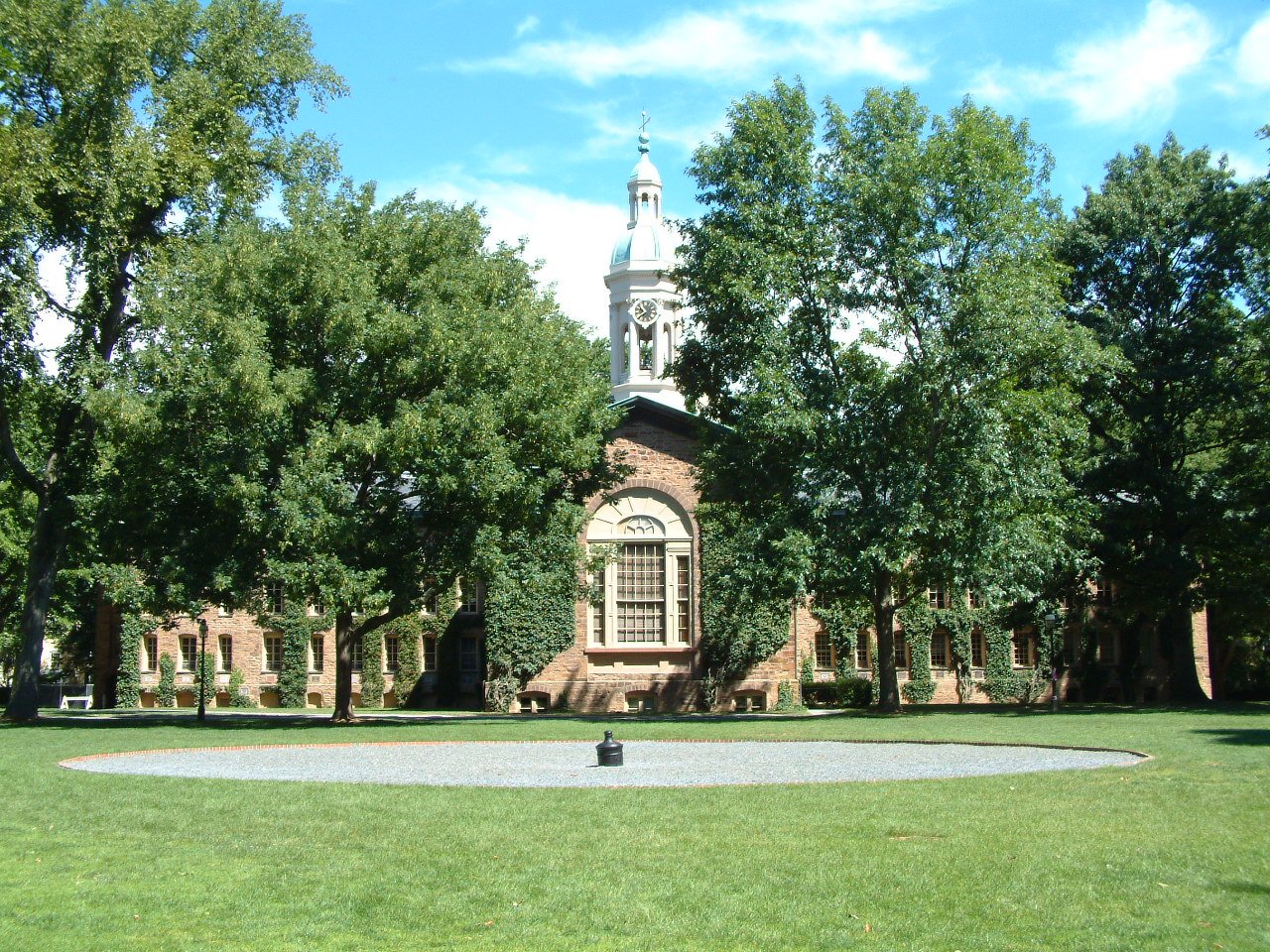
«Большая пушка» посреди лужайки.

Так называемая «Большая пушка», которую оставили в Принстоне британские войска после битвы при Принстонском университете, похоронена в земле в центре лужайки к югу от Нассау-Холла. Она оставалась в Принстоне до войны 1812 года, когда была доставлена в Нью-Брансуик. В 1836 году пушка была возвращена в Принстон и помещена в восточную часть города. Она была перетащена на территорию кампуса под покровом ночи студентами Принстона в 1838 году и похоронена в её нынешнем местоположении в 1840 году.
Вторая «Маленькая пушка» захоронена на газоне перед находящимся вблизи Виг-Холлом. Эта пушка, которая также могла быть захвачена в битве при Принстоне, была украдена студентами из Ратгерского университета в 1875 году. Кража воспламенила так называемую Ратгерс-Принстонскую пушечную войну. Компромисс между президентами Принстонского и Ратгерского университетов завершил эту «войну» и заставил вернуть «Маленькую пушку» в Принстон. Выступающие из земли конечности пушек иногда окрашиваются алым цветом студентами Ратгерского университета, которые продолжают традиционный спор.
В годы, когда команда Принстонского университета по американскому футболу побеждает команды как Гарвардского, так и Йельского университетов в одном сезоне, Принстон празднует с костром на лужайке, носящей название Cannon Green («Пушка зелёная»), где захоронена «Большая пушка». Последний раз это произошло в 2006 году, после двенадцатилетнего перерыва.

## Студенческая жизнь и культура
Принстонский университет обеспечивает всех студентов жильём на четыре года. Более 98 % студентов живут в общежитиях на кампусе (в студенческом городке). Первокурсники и второкурсники должны жить в так называемых «колледжах-общежитиях», в то время как студенты на третьем и четвёртом курсах живут в традиционных общежитиях, предназначенных только для старшекурсников. Принстонские общежития как таковые мало чем отличаются от других общежитий, но только колледжи-общежития располагают собственными обеденными залами. Любой студент может приобрести «продовольственный план» и есть в таком обеденном зале. В последнее время третье- и четверокурсники тоже имеют возможность жить в колледжах-общежитиях на протяжении всех четырёх лет своего обучения в университете. Старшекурсники также имеют возможность жить в самом городе Принстон, однако неизменно высокие цены на жильё в Принстоне заставляют студентов жить на кампусе. В университете общественная жизнь студентов обычно проходит в колледжах-общежитиях и в так называемых «обеденных клубах» (англ. eating clubs). Студенты получают возможность выбрать и присоединиться к одному из «обеденных клубов» на втором курсе. Характерное и уникальное явление принстонской студенческой жизни, принстонские «обеденные клубы» независимы от университетской администрации и служат популярным местом для проведения студенческих обедов и вечеринок в течение учебного года.
В Принстонском университете есть шесть колледжей-общежитий. В колледжах-общежитиях проходят различные события и они принимают много различных гостей. Например, актёр, сценарист и режиссёр Эдвард Нортон проводил в Принстонском университете просмотр фильма «Бойцовский клуб» с его участием. Колледжи-общежития знамениты своими поездками в Нью-Йорк на театральные представления, балеты, оперы, бродвейские постановки, выставки и спортивные события. Располагающиеся на улице Проспект (англ. Prospect Avenue) города Принстона студенческие «обеденные клубы» объединяют старшекурсников обоих полов. Большинство третье- и четверокурсников предпочитает питаться именно в «обеденных клубах». В Принстоне десять «обеденных клубов».
В Принстоне также есть другие студенческие клубы. В базе данных на 2011 год насчитывается около 300 студенческих организаций.
В Принстонском университете проводятся две конференции «Модель Организации Объединенных Наций» (англ. «Model United Nations», сокр. MUN). Осенью или зимой в университете проходит конференция PMUNC для школьников, а весной проводится ещё одна конференция PICSim для студентов. Каждый год в ноябре в столице США Вашингтоне студенты Принстона организуют конференцию, которая называется «Малый Конгресс» (англ. «Model Congress») для школьников.

## Колледжи-общежития
В структуру Принстонского университета входят шесть «колледжей-общежитий» (англ. residential college), в каждом из которых живёт около пятисот студентов первого и второго курсов, несколько студентов третьего и четвёртого курсов, а также несколько старшекурсников-«советников» (англ. residential college advisor). В каждом колледже-общежитии есть обеденный зал и много других полезных помещений (читальные и актовые залы, театральные площадки, библиотеки, и т. д.). Два колледжа-общежития, Уилсон-Колледж (англ. Wilson College) и Форбс-Колледж (англ. Forbes College), были построены в 1970-е годы; три, Рокфеллер-Колледж (англ. Rockefeller College), Мэйти-Колледж (англ. Mathey College) и Батлер-Колледж (англ. Butler College), были созданы в 1983 году. Строительство Уитман-Колледжа (англ. Whitman College), шестого колледжа-общежития Принстона, завершилось в 2007 году.

### Рокфеллер-Колледж. Мэйти-Колледж

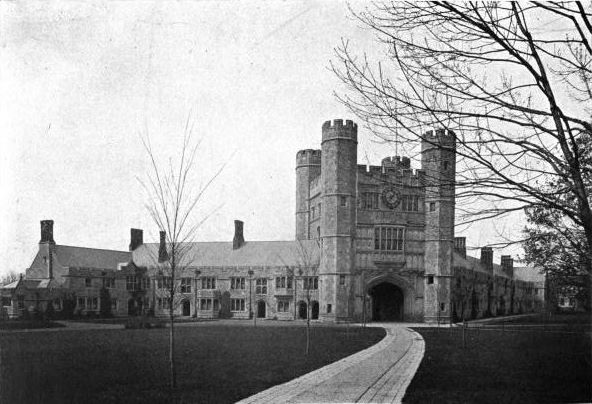
Блэр-Холл, часть Рокфеллер-Колледж, 1907 год.

Рокфеллер и Мэйти колледжи находятся на северо-западной окраине кампуса; их неоготическую архитектуру можно часто видеть на принстонских рекламных брошюрах. Как большинство неоготических зданий университета, строительство зданий этих колледжей предшествовало вводу системы колледжей-общежитий, и поэтому эти здания были приспособлены для нужд колледжей-общежитий из изначальных традиционных общежитий.

### Уилсон-Колледж. Батлер-Колледж
Находящиеся на юге кампуса Уилсон и Батлер колледжи были построены в шестидесятые годы. Помещения Уилсон-Колледжа служили ареной для эксперимента по устройству в университете системы колледжей-общежитий. Батлер-Колледж состоял из группы традиционных общежитий до того, как введение в строй обеденного зала превратило их в единый колледж-общежитие. Общежития, находившиеся на прежнем четырёхугольном дворе Батлер-Колледжа были снесены в 2007 году. Новый комплекс Батлер-Колледжа был открыт в 2009 году.

### Форбс-Колледж
Форбс-Колледж находится на месте исторической принстонской гостиницы «Принстон-Инн» (англ. Princeton Inn), элегантное здание которой возвышалось над лужайками для игры в гольф. В построенном в 1924 году здании Принстон-Инн проходили многие важные научные симпозиумы, в которых принимали участие известные учёные как из университета, так и находящегося поблизости Института перспективных исследований. Сейчас в жилых зданиях Форбс-Колледжа живёт около четырёхсот студентов.

### Уитман-Колледж

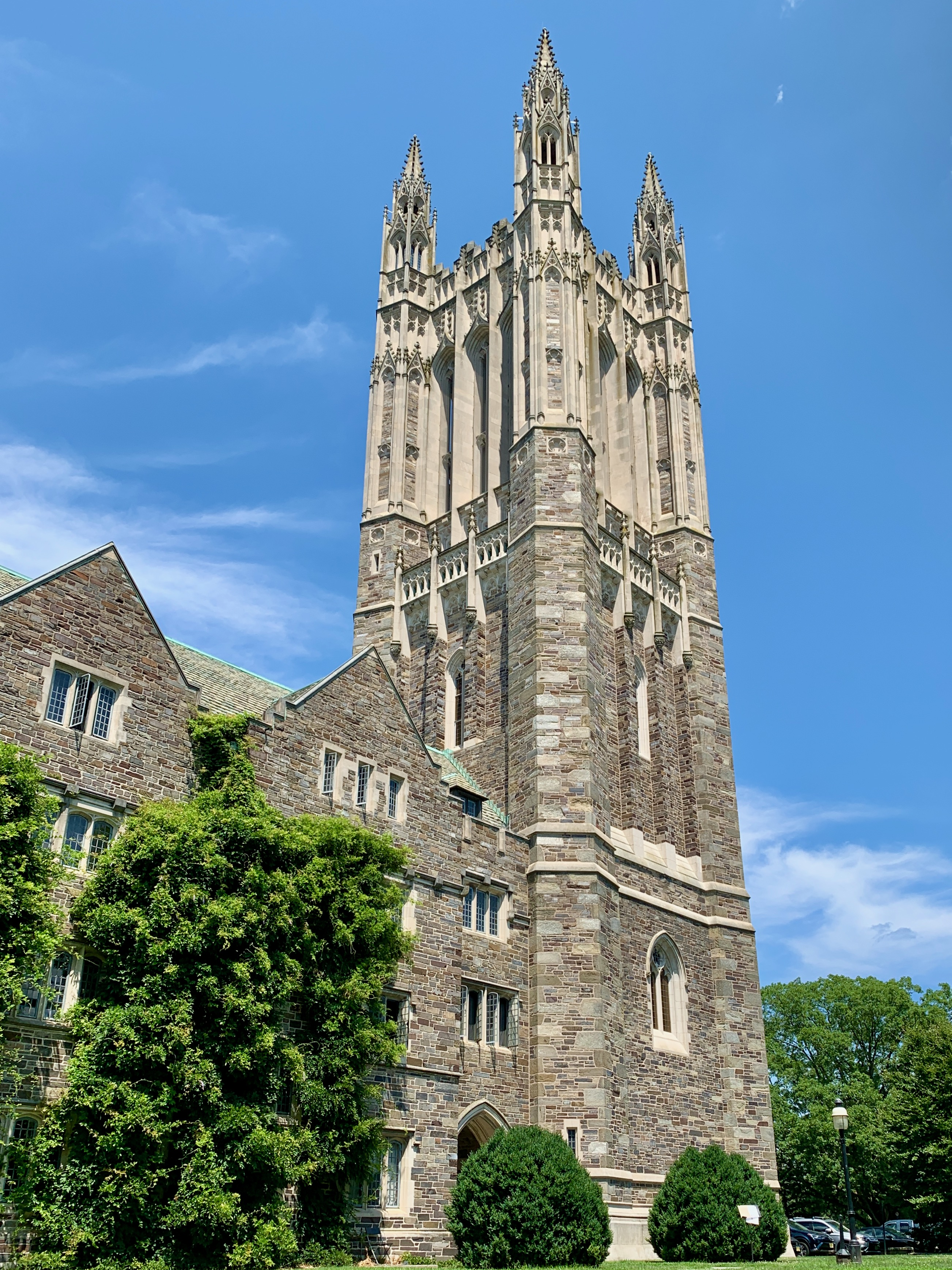
Кливлендская башня Магистерского Колледжа, 2019 год.

В 2003 году началось строительство шестого колледжа-общежития, который получил название Уитман-Колледжа по имени главного спонсора строительства Маргарет «Мэг» Уитман (англ. Meg Whitman). Выпускница университета 1977 года, в прошлом Уитман была исполнительным директором интернет-аукциона eBay. Новое общежитие построено в неоготическом стиле по проекту архитектора Деметри Порфириоса (англ. Demetri Porphyrios). Строительство завершилось в 2007 году, Уитман-Колледж открылся в том же году.

### Магистерский Колледж
В структуру Принстонского университета входит одно общежитие для магистров и докторов наук: Магистерский колледж (англ. Graduate College). Магистерский колледж находится за зданием Форбс-Колледжа на дальней окраине кампуса. Отдалённое местонахождение колледжа стало результатом ссоры между Вудро Вильсоном и Эндрю Флемингом Уэстом (англ. Andrew Fleming West), который в то время был деканом магистратуры университета. Вильсон предпочитал, чтобы колледж находился в центре кампуса; Уэст хотел, чтобы магистры были как можно дальше от него. В конечном счёте Уэст победил. Корпус колледжа образует большая секция неоготической архитектуры, увенчанная Кливлендской башней (англ. Cleveland Tower). Эта башня является местной достопримечательностью: в ней помещается один из лучших в мире карильонов. Архитектура зданий прилегающего к старому Магистерскому колледжу нового Магистерского колледжа отличается от неоготического стиля большинства зданий кампуса.

## Спортивная жизнь Принстонского университета
Следуя стандартной американской спортивной категоризации, в Принстонском университете существуют спортивные команды трёх уровней. Так называемые «университетские» (англ. varsity) спортивные команды официально представляют университет. «Клубные» (англ. club) команды состоят из студентов, но не зависят от университетской администрации. «Внутриуниверситетские» (англ. intramural) спортивные команды состоят из студентов и состязаются внутри университета, редко встречаясь с командами из других университетов.
В Принстонском университете тридцать восемь «университетских» и тридцать пять «клубных» спортивных команд. «Принстонское обозрение» (англ. The Princeton Review), орган, не связанный с университетом, объявил Принстонский университет десятой самой сильной «спортивной школой» в стране. Журнал «Тайм» тоже последовательного объявлял принстонские спортивные команды одними из лучших в категории «Сильнейшие спортивные университетские команды». Принстон установил рекорд, выиграв 21 спортивную награду в 2000—2001 году. В спортивном сезоне 2001—2004 годов, Принстон собрал 36 спортивних наград Лиги плюща.

### Американский футбол

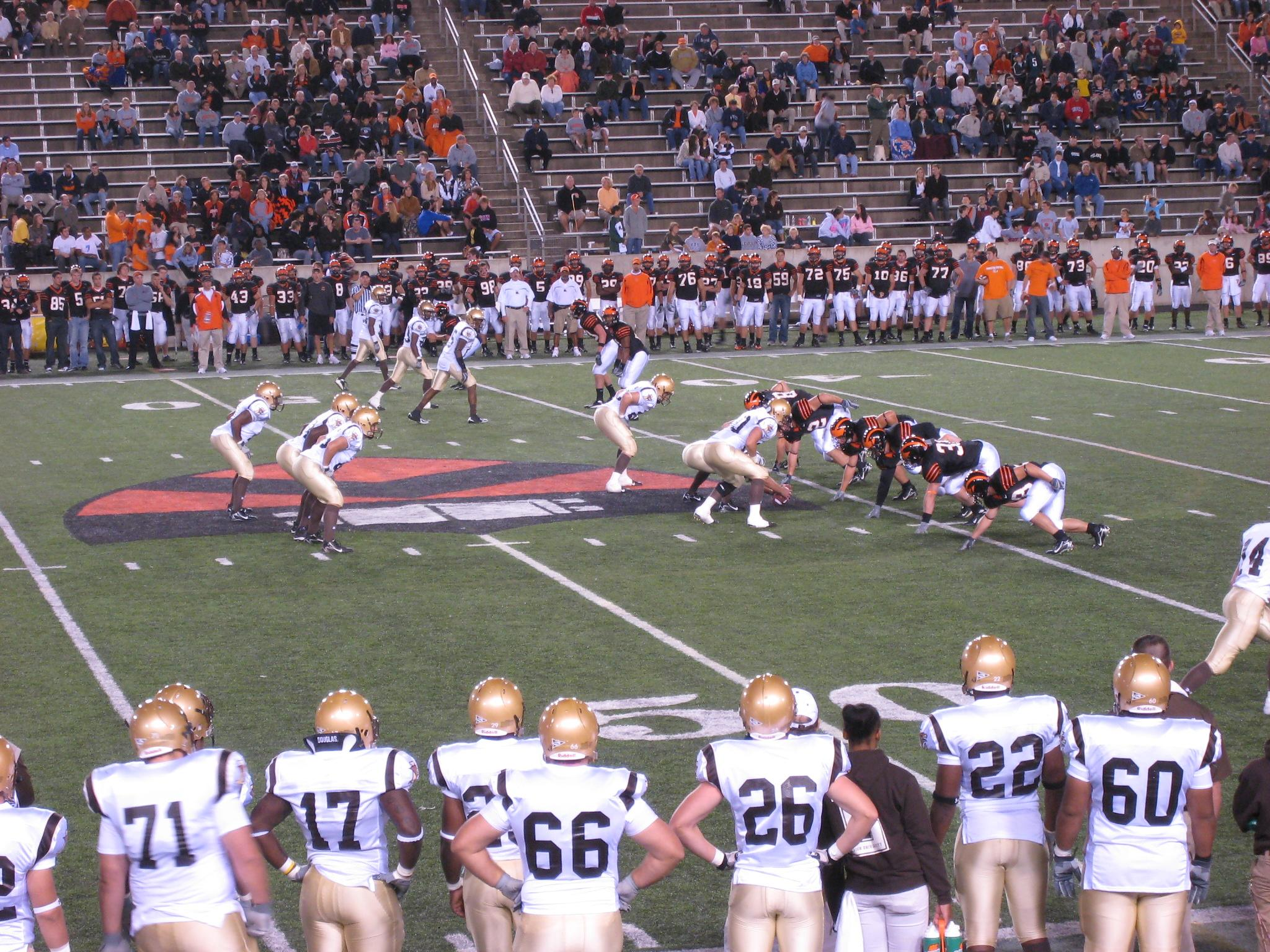
Игра Принстона против Лехая, сентябрь 2007.

6 ноября 1896 года, когда принстонская команда по американскому футболу встретилась в первом за всю историю спортивных состязаний матче этой игры с командой Ратгерского университета, считается днём рождения этой игры. В тот день, однако, команда Ратгерского университета одержала победу над командой Принстона. То, как команды Ратгерса и Принстона играли в американский футбол тогда, однако, значительно отличается от того, как в американский футбол играют сейчас. Сегодня Принстонская команда состоит в Football Championship Subdivision of NCAA Division I. За всю историю чемпионатов по американскому футболу между университетскими командами, Принстонские спортивные команды выиграли наибольшее количество (26) национальных чемпионатов.

### Баскетбол
Баскетбольная команда Принстонского университета — самая известная команда в своей конференции. В 1975 году команда победила в National Invitation Tournament. В чемпионате страны 1996 года она выиграла у прежних чемпионов — команды Калифорнийского университета, Лос-Анджелес, со счётом 43-41. Команды Принстонского и Пенсильванского университетов обычно показывают лучшие результаты среди команд в Лиге плюща.

### Гребля
Принстон известен своими мужской и женской командами по гребле, наиболее многочисленной из всех «университетских» спортивных команд, со 150 атлетами. Мужская команда одержала победу в чемпионате страны National Collegiate Rowing Championship в 1996 году. С 2000 по 2010 годы мужская и женская команды по гребле победили в 14 национальных и двух международных чемпионатах Henley Royal Regatta.

### Лакросс
Также известны своими победами принстонские мужская и женская команды по лакроссу. Успех сопутствует принстонской мужской команде по лакроссу два последних десятилетия. Команда выиграла тринадцать конференционных (в 1992, 1993, 1995—2004 и 2006 годах) и шесть национальных чемпионатов (1992, 1994, 1996—1998 и 2001 годах). Принстонская женская команда по лакроссу выиграла три национальных чемпионата (в 1994, 2002 и 2003 годах).

### Регби
Игра в регби впервые пришла в Принстон в 1860 годы. Студенты вскоре изменили некоторые правила игры для матча с Ратгерским университетом в 1869 году, изобретя, таким образом, американский футбол. Так как американский футбол становился всё более популярным, игра в регби в Принстоне постепенно практически сошла на нет. Игра в регби вернулась в Принстон усилиями небольшой группой студентов и одного профессора международного права в ранние годы «Великой депрессии».
Принстонский регби-клуб был официально основан в 1931 году и с тех пор существует непрерывно. Клуб прошёл свой первый сезон непобеждённым, одержав в числе прочих и две победы над командой Гарвардского университета. Эти игры против команды «пунцовых» возродили спортивные соревнования между этими университетами, которые были прекращены во всех видах спорта пять лет тому назад из-за беспорядков после и, в некоторых случаях, во время матчей. В первом из этих матчей, которые возродили межуниверситетское спортивное соперничество, команды сошлись на историческом Гарвардском стадионе в присутствии более чем 20 000 зрителей, как сообщила газета «Бостон глоуб». Заголовок об этом матче в «Бостон глоуб» был ведущей статьёй в отделе «Спорт». Два выдающихся игрока этой команды, Гарри Лангенберг (англ. Harry Langenberg, выпуск 1931 года) и профессор Джон «Док» Уиттон (англ. John „Doc“ Whitton), руководили принстонтонской командой по регби на протяжении полстолетия и имели продолжительное влияние на сообщество выпускников Принстонской команды регби.
Сейчас регби в Принстоне рассматривается только как «клубный» спорт. Команда завоевала уважение своих соперников, несколько раз выйдя победителем чемпионатов штата Нью-Джерси и в чемпионате Лиги плюща. Каждый год команда ездит на туры, а также выступает на играх в таких странах, как Ирландия, Барбадос, Аргентина и Италия.
В 1980 году в Принстонском университете появилась женская команда по регби. Она победила в многочисленных чемпионатах, включая кубок Союза регби восточной Пенсильвании и чемпионат страны среди женских университетских команд.

### Остальные
В Принстоне есть мужская и женская команды по водному поло. Мужская команда принимала участие в чемпионате страны по этому виду спорта. Гордится своими успехами принстонская женская волейбольная команда, победитель тринадцати конференционных чемпионатов. В этом отношении ей уступает мужская волейбольная команда университета. Принстонские команды по гольфу и теннису принимают участие как в осенних, так и в весенних соревнованиях. Несмотря на высокий уровень подготовки этих команд, они не пользуются широкой популярностью в принстонской студенческой среде. Команда принстонских фехтовальщиков выиграла три национальных чемпионата. Два фехтовальщика-студента Принстонского университета представляли США на Олимпийских играх. В Принстоне есть своя женская футбольная команда, победитель конференционных чемпионатов 2004 и 2008 годов. В 2008 году она одержала победу над командой Пенсильванского университета. Особенно знаменита своими победами Принстонская команда по хоккею на траве. Эта команда выигрывает каждый чемпионат с 1994 года. В 2009 году она принимала участие в чемпионате страны, уступив, однако, команде Мэрилендского университета, ставшей победителем чемпионата.

## Песни
Среди нескольких песен, часто звучащих на различных мероприятиях, распространена Принстонская пушечная песня (Princeton Cannon Song).
Боб Дилан написал «День саранчи» о своем опыте получения степени почётного доктора от университета.

### «Old Nassau[англ.]»
«Old Nassau» («Старый Нассау») является гимном Принстонского университета с 1859 года. Его слова были написаны в том же году первокурсником Harlan Page Peck и опубликованы в мартовском номере Nassau Literary Review (самым старым студенческим изданием в Принстоне, а также вторым по этому критерию студенческим литературным журналом в стране). Слова и музыка появились вместе в первый раз в Songs of Old Nassau, опубликованном в апреле 1859 года. Прежде чем была написана мелодия Langlotz, песня исполнялась на мелодию Доброе старое время.
Тем не менее, термин «Старый Нассау» относится не только к гимну университета. Он может также относиться к Нассау-Холлу, зданию, которое было построено в 1756 году и названо в честь Вильгельма III из династии Оранских-Нассау. На момент завершения строительства, оно было самым большим университетским зданием в Северной Америке. 30 июня — 4 ноября 1783 года в Нассау-Холле заседал Конгресс Конфедерации — последний однопалатный законодательный орган США, что придало Принстону статус столицы США на этот период. По метонимии, термин может относиться и к университету в целом. Наконец, он может также относиться к химической реакции, которую называют «Реакцией старого Нассау», потому что раствор становится оранжевым, а затем чёрным (оба — официальные цвета́ университета).

## Президенты
Университет возглавляет президент, которого избирает совет директоров. До прихода Вудро Вильсона, концентрирующегося в политической философии и истории, в 1902 году, все предыдущие президенты были представителями духовенства, а также профессорами. Президент Тилман — биолог; два её предшественника были экономистами.
| Президенты университета |
| --- |
| Исполняющие обязанности президента помечены курсивом 1. Reverend Jonathan Dickinson 1747 Aaron Burr, Sr. 1747—1748 2. Reverend Aaron Burr, Sr. 1748—1757 3. Reverend Jonathan Edwards 1758 Jacob Green 1758—1759 4. Reverend Samuel Davies 1759—1761 5. Reverend Samuel Finley 1761—1766 John Blair 1767—1768 6. Reverend John Witherspoon 1768—1794 7. Reverend Samuel Stanhope Smith 1795—1812 8. Reverend Ashbel Green 1812—1822 Philip Lindsly 1822—1823 9. Reverend James Carnahan 1823—1854 10. Reverend John Maclean, Jr. 1854—1868 11. Reverend James McCosh 1868—1888 12. Reverend Francis L. Patton 1888—1902 13. Вудро Вильсон 1902—1910 John Aikman Stewart 1910—1912 14. John Grier Hibben 1912—1932 Edward Dickinson Duffield 1932—1933 15. Harold W. Dodds 1933—1957 16. Robert F. Goheen 1957—1972 17. William G. Bowen 1972—1988 18. Харольд Т. Шапиро 1988—2001 19. Ширли Тилман 2001-наст. время |

## Знаменитые преподаватели, студенты и выпускники Принстонского университета

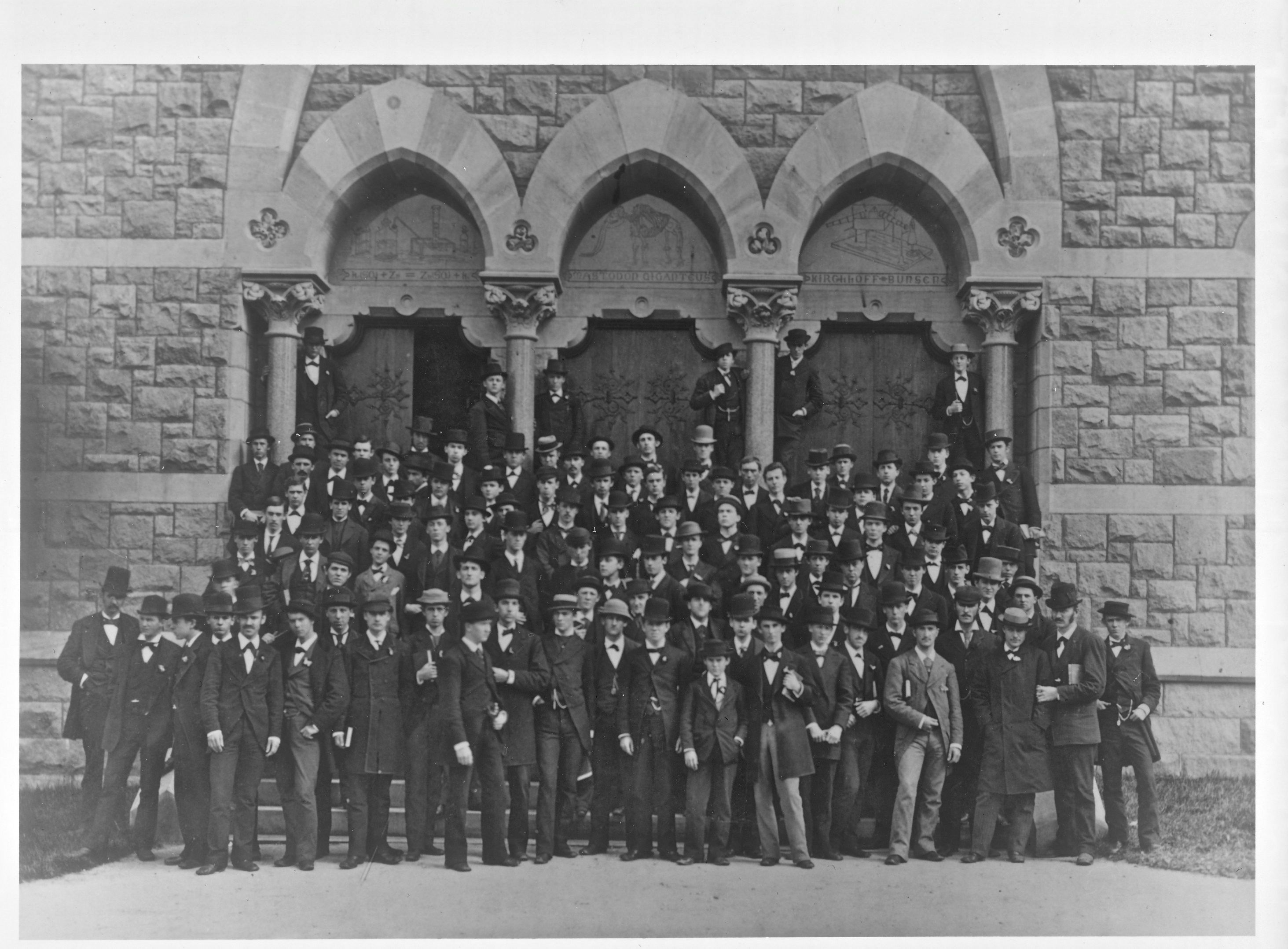
Выпуск 1879 года включал Вудро Вильсона, Мэлона Питни, Дэниела Бэрринджера и Чарльза Тэлкотта.

Принстонский университет связан с 35 лауреатами Нобелевской премии и 19 победителями Национальной научной медали США.
Ниже приведён список некоторых известных лиц, тесно связанных с Принстонским университетом:
- Аппиа, Кваме Энтони — философ, писатель, культуролог.
- Басс, Хайетт — писательница, наследница многомиллиардной империи.
- Безос, Джефф — американский предприниматель, основатель и глава интернет-компании Amazon.com
- Бенеш, Вацлав Эдвард — математик.
- Берберова, Нина Николаевна — преподаватель, писательница.
- Богуцки, Питер — один из крупнейших современных археологов.
- Блоут, Элкан — биохимик.
- Браун, Кларенс (учёный) — американский филолог-славист, литературовед, переводчик, автор первой биографии О. Мандельштама.
- Вильсон, Вудро — выпускник, ректор, губернатор штата Нью-Джерси, президент США.
- Глейзер, Эдвард — американский экономист.
- Духовны, Дэвид — американский актер украинского происхождения
- Иоасаф (Маклеллан) — преподаватель, архимандрит Русской Православной Церкви За рубежом, Начальник Русской Духовной Миссии в Иерусалиме.
- Кац, Джошуа — лингвист и антиковед, уволенный Принстоном после написания политических статей, что стало предметом дискуссий о «культуре отмены».
- Конвей, Джон Хортон — английский математик, создатель ряда математических игр и новой категории чисел, surreal numbers[англ.], лауреат четырёх престижных премий, профессор.
- Конрад, Чарльз Пит — американский астронавт, один из 24 людей, долетевших до Луны и один из 12, кто на неё высаживался.
- Кругман, Пол — лауреат Нобелевской премии по экономике.
- Крейг, Уильям — философ, математик, логик
- Лейбенстайн, Харви — американский экономист, основоположник концепции X-эффективности.
- Мак-Карти, Джон — американский учёный в области информатики, лауреат Премии Тьюринга за вклад в области искусственного интеллекта.
- Махлуп, Фриц — австрийский и американский экономист, один из первых исследователей «экономики знаний».
- Миллер, Уэнтуорт — американский актёр.
- Милнор, Джон — американский математик, лауреат Филдсовской премии.
- Мураками, Харуки — писатель, в 1992 году получил степень адъюнкт-профессора.
- Мэдисон, Джеймс — президент США.
- Най-младший, Джозеф С. — американский политолог, политик, профессор.
- Нэш, Джон Форбс — лауреат Нобелевской премии по экономике.
- Окуньков, Андрей Юрьевич — российский и американский математик, лауреат Филдсовской премии.
- Падюков, Сергей Николаевич — американский инженер-архитектор, скульптор и правозащитник.
- Панофский, Эрвин — один из крупнейших историков искусства (преподаватель).
- Портер, Майкл Юджин — американский экономист.
- Сарджент, Томас — лауреат Нобелевской премии по экономике за 2011 год, преподававший в Принстоне на момент присуждения премии.
- Свами, Бхакти Тиртха (Джон Эдвин Фэйворс) — американский общественный деятель, писатель и индуистский вайшнавский гуру.
- Симс, Кристофер — лауреат Нобелевской премии по экономике за 2011 год, преподававший в Принстоне на момент присуждения премии.
- Скотт, Уильям Берриман — американский палеонтолог.
- Уайлс, Эндрю — британский математик, доказал Великую теорему Ферма.
- Уилсон, Эдмунд — критик, писатель.
- Фейнман, Ричард — лауреат Нобелевской премии по физике за создание диаграмм, описывающих превращения элементарных частиц.
- Фицджеральд, Фрэнсис Скотт — писатель (не окончил).
- Фишер, Луис — журналист, преподаватель советологии.
- Флоровский, Георгий Васильевич — преподаватель, сотрудник.
- Цуи, Дэниел — лауреат Нобелевской премии по физике за открытие дробного квантового эффекта Холла.
- Шилдс, Брук — модель, актриса.
- Эйнштейн, Альберт — лауреат Нобелевской премии по физике (преподаватель).

## Одноимённые астероиды
Астероид (508) Принстония назван именем Принстонского университета американским астрономом Рэймондом Дуганом, который тот обнаружил во время своего пребывания в обсерватории Кёнигштуль с Максом Вольфом в Хайдельберге, Германия. Он открыл его в 1903 году во время работы над своей докторской диссертацией от Гейдельбергского университета. Астероид находится в главном поясе астероидов; его диаметр составляет примерно 142 км по данным IRAS.
В честь первого здания Принстонского университета Нассау-Холла назван астероид (534) Нассовия, открытый Рэймондом Дуганом в 1904 году.